# 立川バス国立営業所
立川バス国立営業所（たちかわバスくにたちえいぎょうしょ）は、かつて東京都国立市谷保3158-3に所在した立川バスの営業所である。社番に付された営業所記号はK。上水営業所開設と同年の1966年に国立操車場として開設、1970年に国立営業所へ昇格した。
2000年9月30日をもって廃止され、上水営業所国立操車場となった。廃止当時の運行エリアは国立市を中心に立川市・昭島市で、以前はさらに八王子市へも乗り入れていた。
現在のバス停留所名は「国立操車場」。営業所時代はバス停名も「国立営業所」であった。営業所跡地の車両検査場や給油・洗浄設備は解体されたが、当時の敷地や事務所建物はほぼ往時のまま残され、一部は運送会社に貸し出されている。

## 沿革
1960年代には都心部のベッドタウンとして多摩地域の人口が急増してバス輸送の需要が高まり、立川バスでも1963年に拝島営業所、1966年に上水営業所と相次いで営業所が開設した時期であった。同時期に暫定的に開設された国立操車場が、国立地区の路線拡充に伴い1970年に営業所に格上げされたものである。再び操車場に格下げされたことで、歴史的には元に戻ったことになる。
2000年9月30日をもって廃止。翌10月1日のダイヤ改正で、所轄路線の大半は上水営業所へ、音高線・羽衣町循環線と富士見町団地線は拝島営業所へ移管された。なお拝島営業所への移管路線も、2018年7月1日の福生営業所への統合時に富士見町団地線を除いて上水営業所へ再移管された。

### 年表
- 1966年（昭和41年） - 国立操車場として開設（同年に上水営業所も開設）。
- 1970年（昭和45年） - 国立営業所に昇格する[1][2]。
- 1996年（平成8年）11月 - 国立営業所管内の新規路線として都営泉二丁目線が開業。
- 1999年（平成11年）11月18日 - 国学院大学線の廃止により八王子市から撤退（#廃止路線を参照）。
- 2000年（平成12年）
  - 4月1日 - 施設所有者が立川バスから小田急電鉄に変更される。（経営再建のため小田急電鉄による救済）
  - 10月1日 - 国立営業所が廃止され、上水営業所国立操車場となる。

## 路線

### 担当路線 (廃止当時)
営業所廃止時に、特記以外の全路線は上水営業所へ移管された。

#### 国立駅 - 富士見台団地 - 矢川駅方面線
- 国10：国立駅南口 - 富士見台第一団地 - 矢川駅 - 国立営業所（深夜バス運行）
- 国11：国立駅南口 - 富士見台第一団地 - 矢川駅（深夜バス運行）
- 国12：国立駅南口 - 富士見台第一団地 - 谷保駅
- 国41：国立駅南口 - 富士見台第一団地 - 矢川駅 - 都営泉二丁目

国立駅南口から南武線矢川駅周辺を結ぶ南北連絡路線で、富士見台団地を経由するため終日利用客が多く、国立市内でも基幹路線に位置づけられる。かつて国立営業所向かいには国立市民プール（清化園プール）があり、毎年夏休みシーズンにはプール利用客が増えるため、夏ダイヤが実施されていたことがあった。
谷保駅発着の国12系統は朝夕のみの運行で、かつては京王電鉄バスと共同運行であった。
1996年11月、国41・国42系統が都営泉二丁目アパートの団地造成により、国立営業所管内では久々の純新規路線として開業した。当初は一部道路の未整備により「都営泉二丁目入口」バス停には停車せず、手前を曲がって中央自動車道の築堤沿いを迂回して運行していたため、経路変更が行われる前までは「都営泉二丁目入口」バス停で降りようとする乗客の誤乗がたびたび発生していた。

#### 国立駅 - 音高 - 矢川駅方面線
- 国16：国立駅南口 - 音高 - 郵政正門 - 矢川駅 - 国立営業所
- 国16-2：国立駅南口 - 音高 - 郵政正門 - 矢川駅
- 国42：国立駅南口 - 音高 - 郵政正門 - 矢川駅 - 都営泉二丁目

富士見台団地経由ではなく富士見通りを西下して、音高（国立音大附属高校）・郵政正門（郵政大学校・中央郵政研修センター）を経由して南北を結ぶ系統。こちらも夏休みシーズンには夏ダイヤが実施されていた。

#### 国立循環線
- 国04：国立駅南口 - 第三小学校 - 桐朋 - 谷保住宅 - 矢川駅 - 国立営業所
- 国13：国立駅南口 → 第三小学校 → 桐朋 → 郵政正門 → 音高 → 国立駅南口（国立循環・旭通り廻り）
- 国13-2：国立駅南口 → 一橋大学 → 桐朋 → 第三小学校 → 国立駅南口（国立東循環）
- 国14：国立駅南口 → 音高 → 郵政正門 → 桐朋 → 第三小学校 → 国立駅南口（国立循環・音高廻り）
- 国14-2：国立駅南口 → 一橋大学 → 桐朋 → 郵政正門 → 音高 → 国立駅南口（国立西循環）

国立市中央部の循環路線。富士見通り・学園通り・旭通りを経由する。
国04は出入庫線で朝夕のみ運行しており、方向幕のフォーマットが変更される前は系統番号が「国4」と表記されていた。
国立東循環（国13-2）、国立西循環（国14-2）はいったん廃止されたのち復活しており、以前はそれぞれ国17・国18と名乗っていた。国17の系統番号が京王電鉄バスの国立 - 府中線（甲州街道経由）と重複していたが関連は定かではない（なお国18は無関係である）。

#### 音高線
- 国15：国立駅南口 - 音高 - 立川六小 - 日本自動車学校 - 立川駅北口

国立と立川を結ぶ国立営業所管内の基幹系統のひとつであったが、拡幅前の立川通りの慢性的な渋滞による定時性の低下に長らく悩まされていた。
2000年10月1日、羽衣町循環線とともに拝島営業所へ移管。2018年の福生営業所発足時に上水営業所へ再移管された。

#### 羽衣町循環線
- 国20：国立駅南口 → 音高 → 東羽衣町 → 東京女子体育大学入口 → 西国立駅入口 → 東羽衣町 → 音高 → 国立駅南口（羽衣町循環）
- 国20：国立駅南口 → 音高 → 東羽衣町 → 東京女子体育大学入口 → 西国立駅入口（入庫）
- 国20：東京女子体育大学入口 → 西国立駅入口 → 東羽衣町 → 音高 → 国立駅南口（出庫）

1980年ごろに新設。当初は循環系統のみの設定で朝夕のみの運行。通勤需要もさることながら、沿線に立地する創価学会立川文化会館への信者輸送も当て込んでいたとされる。
1999年に循環区間内を起終点として出入庫する区間便が設定され、出庫便が東京女子体育大学入口発、入庫便が西国立駅入口止まりとされた。国立営業所時代は後の営業所廃止を見込んでか専用の方向幕が用意されず、国20-1の枝番が公式に登場したのは2000年10月の拝島営業所移管時となった。
1990年代後半からは上記区間便を合わせて最終バスを繰り下げる試みがなされ、2000年4月1日のダイヤ改正では平日のみ23時台にも2本（循環1・西国立駅入口止まり1）運行が設定され、割増運賃を適用しない一般バス扱いで運行していた。しかしこれは拝島営業所移管とともに中止され、わずか半年の短命に終わった。
2000年10月1日、音高線とともに拝島営業所へ移管された。

#### 国立北町線・北町線
- 国19：国立駅南口 - 音高 - 立川六小 - 北町 - 北多摩高校 - 西武バス立川案内所 - 立川駅北口
- 立53：立川駅北口 - 西武バス立川案内所 - 北多摩高校 - 北町

国19は立川六小までは国15と同一ルートを取っていたが、そこから右に曲がり北町を経由する系統。もともと本数は多くなく直通利用だと運賃も割高になるため注意が促されていた。
青柳都営住宅〜北町間で中央線の踏切を越えていたが、中央線の運行障害があると通行不能に陥るなど難題が多く、結果として改正ごとの減便が進むこととなった。移管時には平日の運行がなくなり、立川駅北口発も休日のみの運行に変更され、移管後の2003年12月16日に廃止された。
立53は国19の区間便。一部区間が狭隘なため国19とセットで中型車が運用されていたが、沿線の都立北多摩高校の学校行事などの際には大型車で運行される場合があった。

#### 若葉町団地線
- 立31：立川駅北口 - 栄町二丁目 -（無停車）- 幸町三丁目 - 砂川九番 - 若葉小学校 - 若葉町団地

路線開設当初から、富士見町団地線とともに若葉町団地線を国立営業所が担当していた。

#### 立川駅南口 - 富士見町団地線
- 立71：立川駅南口 - 琴帯橋 - 富士見町団地 - 団地西 - 富士見町操車場

立川駅南口から南下し、新奥多摩街道を西進する路線で、西武バス立川営業所との共同運行。立川駅からは両社がほぼ交互かつ等間隔になるように運行されていた。「団地西」バス停より先は終点の折返場が両社で異なり、立川バスは「富士見町操車場」、西武バスは「新道福島」と末端部の操車場が各社別々で終点が異なるため、共通回数券適用区間は団地西までだった。
かつての立川駅南口のターミナルは駅前広場が狭隘だったため、多摩モノレール立川南駅南側に設けられた折返場に発着していた。なお、後述する立川市内循環の立川駅南口バス停は立川通り上に設置されていた。

### 廃止路線

#### 立川市内循環
- 系統番号不明：立川駅北口 - 立川車庫 - 北多摩高校 - 北町 - 立川六小 - 西国立駅入口 - 立川病院 - 立川駅南口 - 真如苑前 - 都立短大 - 西立川 - 富士見町 - 立川駅北口

かつて国立北町線と拝島線をつないだ形の市内循環路線が運行されており、外回りと内回り（正式呼称不明）双方向の運行があった。
このうち、都立短大〜立川駅南口間は立86として、立川駅南口 - 立川病院（創価学会立川文化会館付近）間は国15-2の経路として、後年復活している。

#### 国学院大学線
- 立84：立川駅北口 - 富士見町 - 西立川 - 玉川小学校 - 小宮駅入口 - 国学院大学（※末期は国学院大学入口が起終点）

1967年に国学院大学八王子分校舎が開設され、その通学輸送路線として1970年頃に運行開始された路線。八王子分校舎は八高線小宮駅の南側にあった。当初は立川病院発着で運行していたが、1982年に立川駅北口発着に変更となった。車両は北町線や立川市内循環に運用されていた中型車が間合いで使用されていた。
しかし国学院大学はその後、1985年に横浜市の新石川校舎（現：たまプラーザキャンパス）へ移転を開始し、1991年には八王子分校舎を閉鎖した。分校舎敷地は売却されてしまい、以降構内への乗り入れもできなくなったため、現在デイサービスセンターが建っているあたりに存在した駐車場を借用し、そこの南端に国学院大学入口バス停を立てて仮の起終点とした。折り返し立川駅北口行きはそのまま南側道路を八王子方面に出て、田島橋交差点を右折して立川方面に向かっていた。
以降はダイヤ改正ごとに減便が進み、最末期は平日1往復のみが細々と運行していたが、1999年11月18日のダイヤ改正により廃止。これをもって八王子市から立川バスの一般路線は撤退となった。
なお、路線廃止まで方向幕や車内掲示の路線図には終点が「国学院大学」と書かれていたが、車内放送では「国学院大学入口」とまで流されていなかったことから、国学院大学入口〜国学院大学間は廃止まで休止扱いされていたのではないかとみられている。
旧八王子市立第八小学校分校 - 国学院大学入口間の経路には現在、西東京バス大11系統が運行されており、小宮駅入口バス停も少し北側に復活している。

#### 国立循環線 (国立東循環・旭通り先回り)
- 国13-2：国立駅南口 → 第三小学校 → 桐朋 → 一橋大学 → 国立駅南口

国立循環線の国立東循環（国13-2）には、旭通り先回りの系統も存在していた。
詳しい時期は不明だが、1999年にはなくなっていたようである。
ただし免許としては残っているようで、後年「くにたち秋の市民まつり」による国立旭通り商店街の通行止めに伴う迂回時に、国立駅へ向かう客の救済のため、ほぼ同一ルート（国立駅南口 → 一橋大学 → 東区バス停）で運行されたことがある。

## 車両
2000年9月30日の営業所廃止時に、在籍車両のほとんどは上水営業所と拝島営業所に振り分けられて転属した。

### 路線車
路線車は、主にいすゞ自動車製の車両が配置されていた。1980年代中盤には大型車はキュービック、中型車は1992年以降ジャーニーKが導入された。キュービックは主力車両として、初期のP-代から末期のKC-代まで配置が続いた。車体は上水営業所と同様、純正車体（川重車体→IKコーチ→いすゞバス製造）、富士重工製車体の両方を採用していた（キュービックの富士車体は1988年以降に7Eのみ導入）。
ハイバックシートを装備したキュービックのワンロマ車は、1986年に純正車体（K641、P-LV314L）、1988年に富士7E車体（K666、P-LV314L）の2台が導入された。
1997年には、大型短尺車のキュービックLT（純正車体）が1台導入され（K711）、国立営業所廃止時に拝島営業所へ転属した（→H711）。
同1997年にはバリアフリー対応車両として、中扉に車椅子用リフトを装備したキュービック（K707、KC-LV280N）が1台配置され、国立営業所廃止時に拝島営業所へ転属、シティバス立川の委託車となった（→CH707）。なお、同型のリフト車は翌1998年に上水営業所にも導入されたが（J714）、翌年からノンステップバスの導入が開始されたことにより、大型リフト車の導入は2台で中止された。
1999年にはノンステップバスとして、国立営業所にもニューエアロスター（K914、KC-MP747M）が1台「木バス」塗装で導入され、国立営業所廃止時に上水営業所へ転属した（→J914）。
翌2000年には、立川バスとしては初となるいすゞ・エルガ（K726）が配置されたが、この1台のみはリーフサスのワンステップ（KL-LV380L1）という珍しい型式であった。この車両は同年の営業所廃止により短期間で上水に転属し（→J726）、転属後も旧国立営業所管内の路線に多く充当された。同車は2014年頃に除籍され、銀河鉄道バスに移籍している。

### 貸切車・特定車
貸切車は、いすゞ自動車と三菱ふそうの車両が配置されていた。1989年式のいすゞ・ハイデッカーIV（1053号車、P-LV217H）が在籍し、旧観光カラーで使用されていた。塗色は変更せず改造して座席数を増加し（定員29名→37名）契約輸送車として転用された。
また1990年式の三菱ふそう・エアロクィーンM（1126号車、P-MS729S）が在籍し、こちらは小田急グループ共通カラーで使用されていた。なお同型同年式の貸切車1125号車は、国立営業所廃止以前に横田営業所で在日米軍横田基地関連施設の契約輸送車として転用されている（詳細は立川バス#廃止営業所の「横田営業所の車両」を参照）。
特定車は、1998年式のニューエアロスター（1204号車、KC-MP317M）が在籍し、東京都立八王子東養護学校（現：八王子東特別支援学校）のスクールバス専用車として中扉に車椅子用リフトを装備していた。
なお、国立営業所では高速バス路線は担当していなかったため、高速車の在籍はなかった。